# Scappatella con il morto
Scappatella con il morto (Sibling Rivalry) è un film del 1990 diretto da Carl Reiner, con protagonista Kirstie Alley. I toni del film, seppur dalla trama tragica, sono narrati e interpretati a sfondo di commedia grottesca.

## Trama
Marjorie è una donna sposata da otto anni. Un giorno, dopo aver furiosamente litigato con la sorella Janine che la accusa di non divertirsi mai, di non essere felice e di aver bisogno di un amante, Marjorie si lascia andare ad una focosa passione con uno sconosciuto, ma con l'amplesso finisce anche la vita dello sconosciuto, vittima di un infarto. Poche ore dopo la donna scoprirà anche l'identità dell'amante deceduto, il fratello del marito che non lo vedeva da anni. A questo si aggiunge l'entrata in scena di un venditore di tapparelle che crede di aver ucciso il morto, nonché del poliziotto che indaga sul caso, ovvero il fratello del venditore.